# يانغ بو (لاعبة جمباز فني)
يانغ بو (بالصينية: 杨波) هي لاعبة جمباز فني صينية، ولدت في 8 يوليو 1973 في نينغبو في الصين.

## وصلات خارجية
- يانغ بو على موقع الاتحاد الدولي للجمباز (licence) (الإنجليزية)
- يانغ بو على موقع الاتحاد الدولي للجمباز (biography) (الإنجليزية)
- يانغ بو على موقع اللجنة الأولمبية الدولية (الإنجليزية)
- يانغ بو على موقع أوليمبيديا (الإنجليزية)